# The Vision Bleak
Pour le single, voir The Vision Bleak (chanson).
The Vision Bleak est un groupe de metal gothique allemand, originaire de Mellrichstadt, en Bavière. Il est composé de deux membres, Ulf Theodor Schwadorf (aka Markus Stock (de)) d'Empyrium, et Allen B. Konstanz de Nox Mortis, qui font appel à des musiciens supplémentaires lors de leurs concerts. Les membres qualifient leur style musical de « horror metal ».

## Histoire
Le groupe est formé en 2000 de la volonté de Schwadorf de proposer une musique différente de ce qu'il faisait avec Empyrium. Il fait donc appel à Konstanz pour fonder un nouveau groupe dont les influences principales reposeraient sur l'horreur et le fantastique. Après une première démo en 2002, suivie d'un single éponyme, le duo sort son premier album, The Deathship Has A New Captain, en février 2004. Avec cet album, le groupe pose les bases d'un univers sombre, avec des mélodies magistrales qui empruntent à la fois au death metal, au doom metal, au dark metal. Les riffs de guitare sont particulièrement soignés, le chant de Konstanz alterne du guttural au profond. Le titre phare Wolfmoon, est un succès, et les critiques sont positives.
Le groupe sort en août 2005 son deuxième opus, Carpathia - A Dramatic Poem. Globalement, les mélodies sont similaires à celle de l'album précédent ; toujours avec une orchestration très travaillée. Schwadorf et Konstanz proposent ici un concept-album, narrant les aventures d'un homme d'affaires qui, à la suite d'un héritage, se rend dans les Carpathes, où il sera peu à peu possédé par une force maléfique. En novembre 2006, ils sont confirmés pour le Wacken Open Air organisé les 2 et 4 juin 2007 en Allemagne. Le groupe commence les enregistrements de leur troisième album en mi-2007. Le troisième album, The Wolves Go Hunt Their Prey, sort en août 2007, et atteint la 93e place des classements allemands. Le chant guttural et violent se fait un peu plus présent, les guitares sont plus agressives.
Entre mai et juillet 2009, le groupe part au Klangschmiede Studio E afin d'y enregistrer la première partie de leur quatrième album. Vu que le studio est entièrement réservé jusqu'en mi-novembre, le groupe pourra seulement finaliser ses travaux, surtout par rapport à l'enregistrement du chant et des instruments et chants supplémentaires ainsi que la production finale, vers la fin de l'année afin de publier l'album au printemps 2010. En comparaison avec le dernier album, le groupe constate que le nouveau matériel est plus dynamique, frais et diversifié et s'approchera moins d'un concept bien établi d'avance, mais plus d'une concentration sur chaque seule chanson, comme cela était le cas pour le premier album. Cet album, intitulé Set Sail to Mystery, est publié en une version normale avec les huit chansons de l'album et en une édition limitée qui inclut un deuxième disque avec de nouvelles chansons ou des versions alternatives à certaines chansons. L'album sera publié le 2 avril 2010 dans le pays d'origine du groupe, le 5 avril dans le reste de l'Europe et le 4 mai en Amérique du Nord. Une tournée promotionnelle de dix jours à travers l'Europe commence le premier avril avant que le groupe joue plusieurs festivals durant la période estivale. 
Le cinquième album du groupe, Witching Hour, est publié le 27 septembre 2013. Une vidéo de la chanson The Wood Hag, réalisée et animée par Fursy Teyssier, est publiée sur la chaine YouTube du label Prophecy le 4 septembre. Le 31 octobre 2015, The Vision Bleak annonce une nouvelle tournée en Europe, accompagnée de John Haughm d'Agalloch et du groupe death-doom danois Saturnus, en soutien à leur sixième album, The Unknown, qui est publié le 3 juin 2016,. La tournée Into the Unknown Tour dure du 25 mars au 20 août 2016. Un EP quatre titres qui sert de teaser à The Unknown, intitulé The Kindred of the Sunset, est publié le 21 février 2016.
Le single Weird Tales Chapter IV & V sort en janvier 2024, annonçant la sortie  de l’album « Weird Tales » qui sort le 12 avril 2024 chez Prophecy Productions. L'album, dont le titre fait référence au magazine Weird Tales, est annoncé être dans une tonalité allant « du gothic rock flamboyant au dark doom en passant par des parties de black et de death metal  ».

## Thèmes

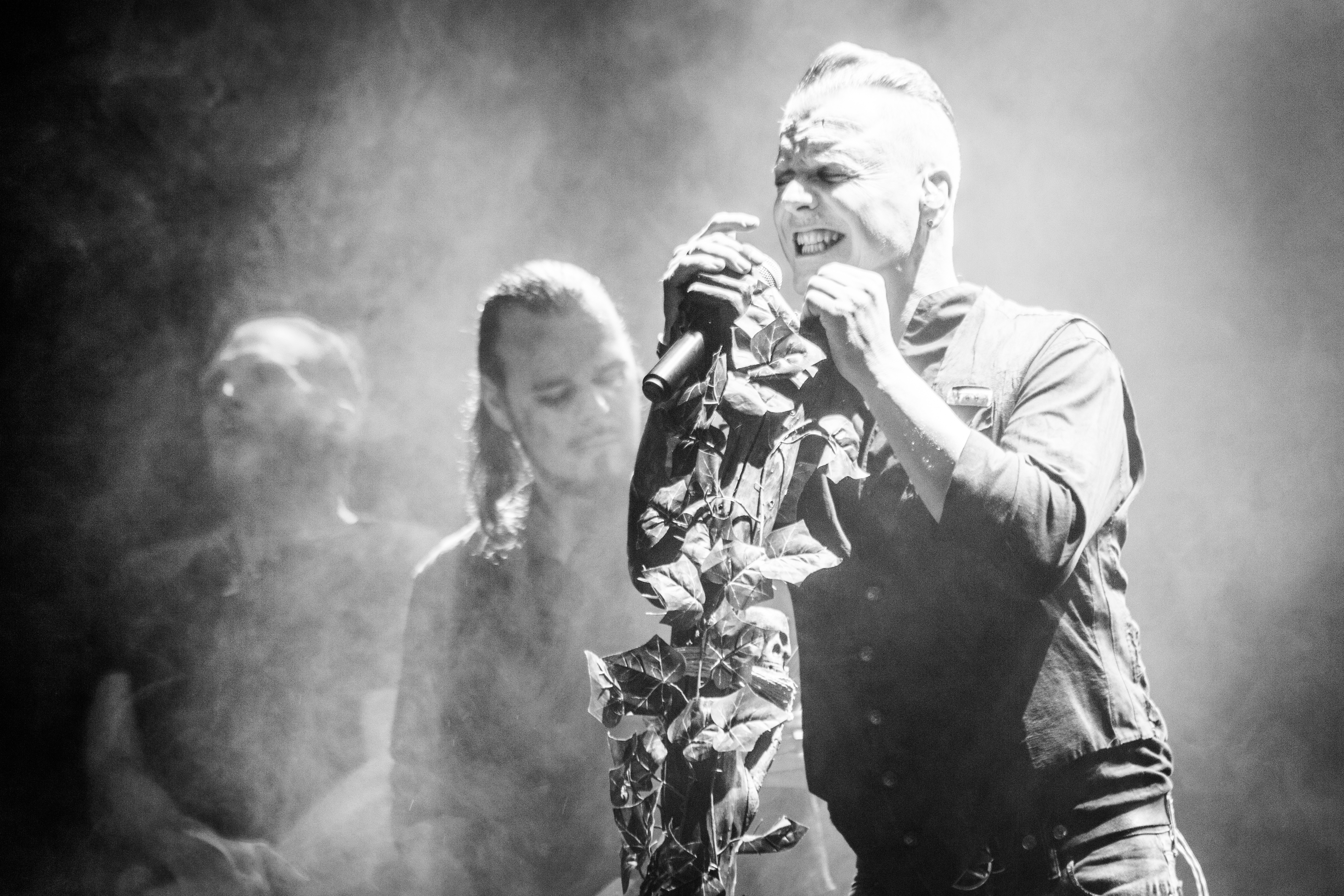
The Vision Bleak, live, Prophecy Fest, Balve Cave, 2017.

L'influence principale de The Vision Bleak demeure l'horreur. Mais plutôt que de s'inspirer des films gores récents, comme le feraient la plupart des groupes de death tels Cannibal Corpse, ils préfèrent orienter leur imaginaire vers Lovecraft et le mythe de Cthulhu, Bram Stoker, John Carpenter, les vieux films de la Hammer et les légendes orientales.
Influences notables dans The Deathship Has A New Captain : George Romero (The Night of the Living Dead), The Wolf Man (Wolfmoon, le clip reprend d'ailleurs des images du film), Metropolis, The Fog (Elizabeth Dane), Les Aventures d'Arthur Gordon Pym d'Edgar Allan Poe (Horror of Antartica), la légende du cavalier sans tête (The Lone Night Rider), les bateaux fantômes (The Deathship Symphony)

## Membres
- Ulf Theodor Schwadorf (Markus Stock) - guitare, basse, claviers (depuis 2000)
- Allen B. Konstanz (Tobias Schönemann) - chant, batterie, claviers (depuis 2000)

## Discographie

### Albums studio
- 2004 : The Deathship Has a New Captain
- 2005 : Carpathia - A Dramatic Poem
- 2007 : The Wolves Go Hunt Their Prey
- 2010 : Set Sail to Mystery
- 2013 : Witching Hour (en)
- 2016 : The Unknown (en)
- 2024 : Weird Tales

### EP
- 2001 : Songs of Good Taste
- 2016 : The Kindred of the Sunset

### Singles
- 2003 : The Vision Bleak
- 2005 : Carpathia
- 2007 : Club single
- 2024 : Weird Tales Chapter IV & V
- 2024 : Weird Tales Chapter II

### Compilation
- 2016 : Timeline - An Introduction to the Vision Bleak (en)

## Vidéographie
- Wolfmoon (2004)
- The Wood Hag (2013)
- The Kindred of the Sunset (2016)